# 税东街明清住宅
税东街明清住宅又名蒋科宅第，位于江苏省泰州市海陵区税东街112号，建于明万历年间，为隆庆进士、监察御史蒋科旧宅，今为泰州市文化馆和泰州文化艺术学校。建筑以火巷分隔为东西两路，西路为明代所建，原有大门、楠木厅、穿堂和柏木楼四进，现存后三进，均为面阔三间的硬山顶建筑，东路为清代所建，存大门、方阁、堂屋和花园等。